# Gates Mills (Ohio)
Gates Mills es una villa ubicada en el condado de Cuyahoga en el estado estadounidense de Ohio. En el Censo de 2010 tenía una población de 2270 habitantes y una densidad poblacional de 96,35 personas por km².

## Geografía
Gates Mills se encuentra ubicada en las coordenadas 41°31′52″N 81°24′40″O / 41.53111, -81.41111. Según la Oficina del Censo de los Estados Unidos, Gates Mills tiene una superficie total de 23.56 km², de la cual 23.23 km² corresponden a tierra firme y (1.42%) 0.33 km² es agua.

## Demografía
Según el censo de 2010, había 2270 personas residiendo en Gates Mills. La densidad de población era de 96,35 hab./km². De los 2270 habitantes, Gates Mills estaba compuesto por el 92.95% blancos, el 1.32% eran afroamericanos, el 0.13% eran amerindios, el 4.01% eran asiáticos, el 0% eran isleños del Pacífico, el 0.4% eran de otras razas y el 1.19% pertenecían a dos o más razas. Del total de la población el 1.89% eran hispanos o latinos de cualquier raza.